# أحادي القسيمة

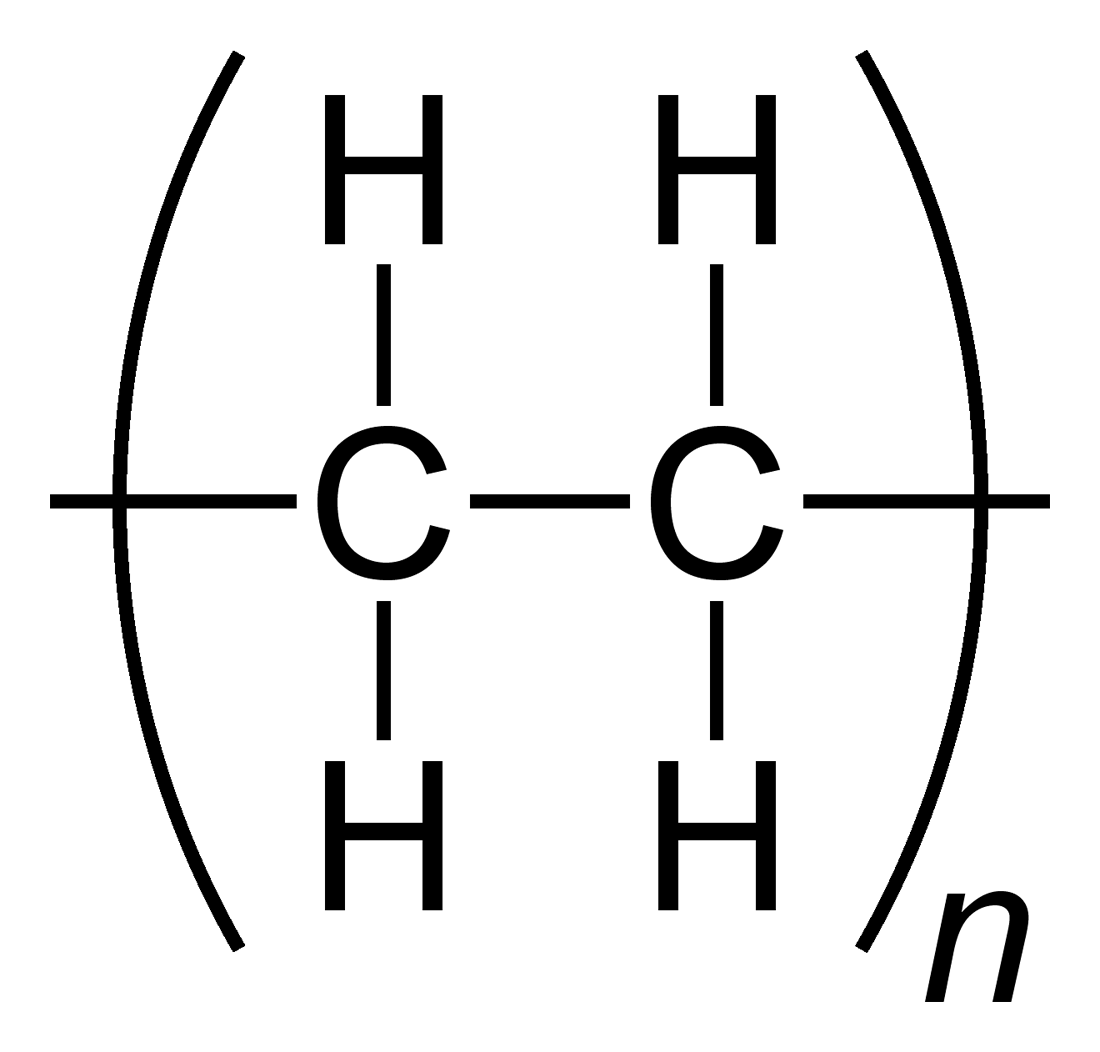

أحادي القسيمة  (ملاحظة 1) أو المَوْحُود (جمعه: مواحيد) أو أحادية الجزيء أو مونومير وهي لفظ من الكلمة إغريقية مونو تعني «واحد» ومير تعني «جزء» هو جزيء صغير يمكن أن يرتبط كيميائياً بأحاديات قسيمة أخرى مماثلة أو غير مماثلة لعمل مكثور (متعدد القسيمات).
أمثلة لأحاديات القسيمة الهيدروكربونية: الألكانات، الألكينات، الأرينات (المتزامرات). المواحيد الهيدروكربونية الأخرى مثل الإستيرين، والإثين التي يمكن أن ينتج منها مكاثير لعمل اللدائن مثل بولي إستيرين، بولي إثين.

يتكون هذا النايلون عن طريق بلمرة التكثيف لاثنين من المونومرات مع انتاج الماء.

الأحماض الأمينية هي أحاديات قسيمة طبيعية، وتتكوثر لإنتاج البروتينات. مواحيد الجلوكوز يمكن أيضاً أن تتكوثر لإنتاج النشا، أميلوبيستين، جليكوجين. بعض تفاعلات الكوثرة تعرف كعمليات انتزاع للمياه أو تفاعلات التكثيف (نظرا لتكون الماء (H2O)، كأحد النواتج) حيث يتم فقد ذرة هيدروجين ومجموعة هيدروكسيل (-OH) لتكوين (H2O)، وتربط ذرة الأكسجين بين وحدتين من وحدات الموحود.
ويجب ملاحظة أن الكوثرة التي تنتج من المواحيد يمكن أن يطلق عليها مثنوي (دايمير)، مثلوث (ترايمير)، مربوع (تيترامير)، خماسي القسيمة أو مخموس [بينتامير]، مثمون (أوكتامير) وهكذا. إذا كان بها 8,5,4,3,2 من القسائم . وكل عدد من هذه القسائم (المواحيد)  يمكن إلحاق النهاية مير به، فمثلاً معشور (ديكامير) تعني سلسلة مكثور بها 10 وحدات من القسائم . المكاثير التي بها أرقام ضخمة من المواحيد، يطلق عليها الاسم الإنجليزي للموحود وإضافة اللاحقة مير. المكاثير التي بها عدد قليل من المواحيد تسمى مقاليل (أوليغمير).